# Jardín Botánico Nacional de Irán
El Jardín Botánico Nacional de Irán, cuyo nombre completo es Instituto de Investigación de los Montes y Bosques, Jardín Botánico Nacional de Irán (en persa: موسسه تحقيقات جنگل ها و مراتع كشور ), es un arboreto y jardín botánico de 150 hectáreas de extensión total, de las cuales 90 hectáreas son de exhibición, que se encuentra en Teherán, Irán. 
El código de identificación del Research Institute of Forests & Rangelands. National Botanical Garden of Iran como miembro del "Botanic Gardens Conservation Internacional" (BGCI), así como las siglas de su herbario, es TEHFR.

## Localización
Research Institute of Forests & Rangelands. National Botanical Garden of Iran P.O. Box 13185-116, Tehran, Iran.
- Teléfono: +9821 44195901-5
- Promedio anual de lluvias: 250 mm
- Altitud: 1.320 m s. n. m.
- Temperatura Promedio: 42 a 43 °C durante julio y agosto, a –10 °C durante el invierno
- Área total bajo cristal: 5000 metros

Este jardín botánico tiene otros varios jardines botánicos y arboretos repartidos por todo el país que depende administrativamente de él, así:
- Jardín Botánico de Noshahr
- Jardín Botánico de Tabriz
- Jardín Botánico de Dezful
- Jardín Botánico de Mashhad
- Colección de Plantas del Desierto de Yazd
- Colección de Plantas del Desierto de Kashan
- Colección de Plantas Medicinales de Hamadán

## Historia
El jardín botánico y el herbario, conocidos como el Jardín Botánico Nacional y el Herbario Central de Irán, es un departamento del Instituto de Investigación de los Montes y Bosques (RIFR). El instituto de investigación de los Montes y Bosques, se afilía al ministerio de la construcción Jahad. 
Fue establecido originalmente para emprender la investigación en la conservación de suelo, la gestión de la línea divisoria de las aguas y la fijación de las dunas de arena móviles, y ahora se ha ampliado para incluir diez divisiones de investigación, que coordinarán todos los aspectos de los recursos naturales renovables en Irán. 
La división de investigación de la botánica es muy activa en proyectos de investigación y se planea que sea el centro principal para la investigación hortícola, taxonómica y ecológica. Su trabajo incluye el establecimiento de una red de jardines botánicos a lo largo de todo el país.
El Jardín Botánico Nacional de Irán fue fundado en 1968. Se le asignó un área de 150 hectáreas cerca de la autopista sin peaje entre Teherán y Karaj en una altitud de cerca de 1.320 m s. n. m. El área es llana y se inclina suavemente al sur. Las montañas de Alborz forman su telón de fondo. 

## Colecciones
Las plantas que alberga este jardín botánico se encuentran agrupadas como:
- Plantas Medicinales
- Vegetación de América
- Arboreto de unas 15 hectáreas de extensión,
- Jardín sistemático
- Área de vegetación Turano-Iraní
- Vegetación de la zona de Zagros
- Vegetación de la zona de Alborz
- Hábitat de los Himalayas
- Vegetación de la zona del mar Caspio
- Hábitat de Azerbaiyán y del Cáucaso
- Vegetación de Europa
- Jardín chino, y Jardín japonés
- Jardín persa (Parque)
- Rosaleda,
- Bosques verdes de hoja ancha
- Vivero e invernadero
- Jardín de bulbos de Irán
- Exhibición Hortícola, huerto iraní con una selección de cultivares de árboles frutales,
- Plantas nativas del desierto
- Viveros
- Herbario con 150000 especímenes

## Actividades
En este centro se despliegan una serie de actividades a lo largo de todo el año:
- Programas de conservación
- Programa de mejora de plantas medicinales
- Programas de conservación « Ex Situ »
- Biotecnología
- Estudios de nutrientes de plantas
- Ecología
- Conservación de Ecosistemas
- Programas educativos
- Etnobotánica
- Exploración
- Horticultura
- Restauración Ecológica
- Sistemática y Taxonomía
- Sostenibilidad
- Farmacología
- Mejora en el agricultura
- Index Seminum
- Exhibiciones de plantas especiales
- Visitas guiadas para el público en general